# Sabaneta (Venezuela)
Pour les articles homonymes, voir Sabaneta.
Sabaneta est une ville de l'État de Barinas au Venezuela, chef-lieu de la municipalité de Alberto Arvelo Torrealba. C'est la ville natale du président vénézuélien Hugo Chávez.